# Carlos Linares
Carlos Daniel Linares Zambrano (nascido em 5 de setembro de 1991) é um ciclista de pista venezuelano. Nos Jogos Olímpicos de 2012 em Londres, ele competiu no Omnium e terminou em décimo sétimo lugar.